# Aanslagen in Kopenhagen in februari 2015
De aanslagen in Kopenhagen betreffen twee schietincidenten op 14 en 15 februari 2015 in de Deense hoofdstad Kopenhagen. Er vielen hierbij twee dodelijke slachtoffers. De dader, Omar Abdel Hamid El-Hussein, kwam in een daarop volgend vuurgevecht met de politie om het leven.

## Verloop
Op 14 februari 2015 omstreeks 15:30 werd het vuur geopend op het cultureel centrum Krudttønden waar een bijeenkomst aan de gang was over 'kunst, blasfemie en de vrijheid van meningsuiting'. Belangrijke sprekers waren de Zweedse kunstenaar en Mohammed-cartoonist Lars Vilks en de Franse ambassadeur in Denemarken, Francois Zimeray. Omdat de schutter het gebouw niet binnen geraakte, opende hij vanaf buiten het vuur. Zeker dertig kogels uit een automatisch wapen werden afgevuurd. De 55-jarige filmregisseur Finn Nørgaard, die buiten stond, kwam hierbij om het leven. Een drietal politieagenten raakte gewond. Na de schietpartij nam de schutter de vlucht en kon hij ontkomen.

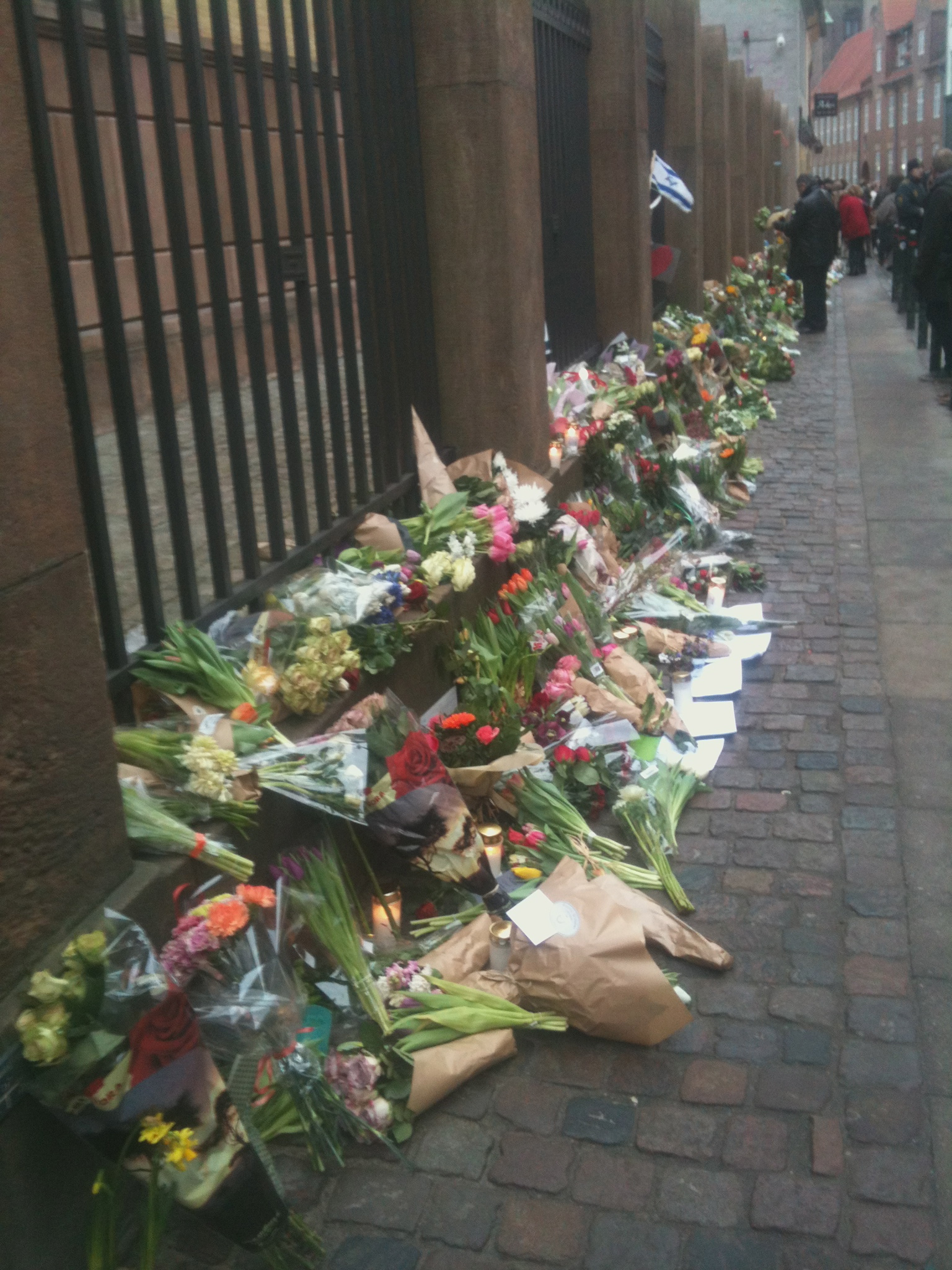
Bloemen bij de Grote Synagoge.

Op 15 februari 2015 om 00:50 vond er een tweede schietpartij plaats in het centrum van Kopenhagen. Een man opende het vuur op de Grote Synagoge in de Deense hoofdstad. In dit gebouw waren circa 80 mensen aanwezig voor een bar mitswa-viering. De 38-jarige bewaker Dan Uzan werd hierbij dodelijk getroffen. Twee anderen raakten gewond.
Later in de nacht werd de vermoedelijke schutter via camerabeelden getraceerd bij het Station Nørrebro. Daar kwam de verdachte in een vuurgevecht met de politie om het leven.
Omdat het voorgevallene relatief kort na de aanslag op Charlie Hebdo plaatsvond, werd daar veel aan gerefereerd. Lars Vilks stond op dezelfde dodenlijst als de hoofdredacteur van Charlie Hebdo, Stéphane Charbonnier, en was vermoedelijk het werkelijke doelwit van de schutter.